# Feuerwehrkorps von Paraná
Das Feuerwehrkorps von Paraná (portugiesisch Corpo de Bombeiros da Polícia Militar do Paraná) ist eine Unterabteilung der Militärpolizei von Paraná (Staatspolizei), deren Aufgabenbereich aus Zivilschutz, Prävention, Brandbekämpfung, Such- und Rettungsaktionen, sowie öffentliche Beihilfen innerhalb des Bundesstaates Paraná besteht. Die Einheiten sind Hilfskräfte und Reservetruppen des brasilianischen Heeres und im System der öffentlichen Sicherheit und des Zivilschutzes Brasiliens integriert. Ihre Angehörigen sind laut der Verfassung von 1988 staatliche Militärbedienstete, ebenso wie alle anderen Angehörigen der Staatspolizei von Paraná.

## Hintergrund
Die Errichtung einer Feuerwehr wurde von Kaiser Peter II. bei seinem Besuch in Paraná im Jahre 1880 angeregt.
Die Stadtverwaltung von Curitiba erhielt vom Kaiser die Summe von 500 R$ für den Kauf einer Feuerwehrpumpe. Da dieser Betrag jedoch recht niedrig war, reichte er nur zum Kauf einer sehr kleinen Pumpe. Des Weiteren hatte diese einige defekte Teile und war somit für den Einsatz ungeeignet. Im Jahre 1882 wurde das Gesetz Nr. 679 erlassen, welches einen Teil der Polizeikräfte zu Übungen zur Brandbekämpfung verpflichtete, um die Bedürfnisse der Provinzhauptstadt zu befriedigen.
Im Jahre 1886 versuchte die Polizei eine Pumpe von der Compania de Aprendizes Marinheiros de Paranaguá zu erwerben. Nach einer eingehenden Prüfung stellte sich aber heraus, dass ein Teil des Materials dieser Pumpe für den Einsatz ungeeignet war. Nach der Ausrufung der Republik im Jahre 1894 wurde die Gründung einer Feuerwehrsektion genehmigt, welche dem Regimento de Segurança (Militärpolizei von Paraná) angegliedert war. Ihre Personalstärke erhöhte sich, so dass sie 1906 zur Kompanie erhoben wurde. Obwohl sowohl die notwendigen Ausrüstung als auch die erforderlichen finanziellen Mitteln fehlten, war in den Jahren 1897 bis 1901 die Teuto-Brasilianische Gesellschaft die einzige Freiwillige Feuerwehr in der Stadt Curitiba.

## Staatliches Feuerwehrkorps von Paraná
Die Feuerwehr wurde im Jahre 1912 durch den damaligen Gouverneur Carlos Cavalcanti de Albuquerque gegründet. Die Korporation wurde nach dem Vorbild der französischen Sapeurs-pompiers (Brigade de sapeurs-pompiers de Paris) mit vollständiger Autonomie ausgestattet. Diese waren militarisiert und als Heerestechniker ausgestattet. Als Modell diente die Feuerwehr des Distrito Federal, von welchem Gesetz, Organisation und Uniformierung abgeleitet wurden.

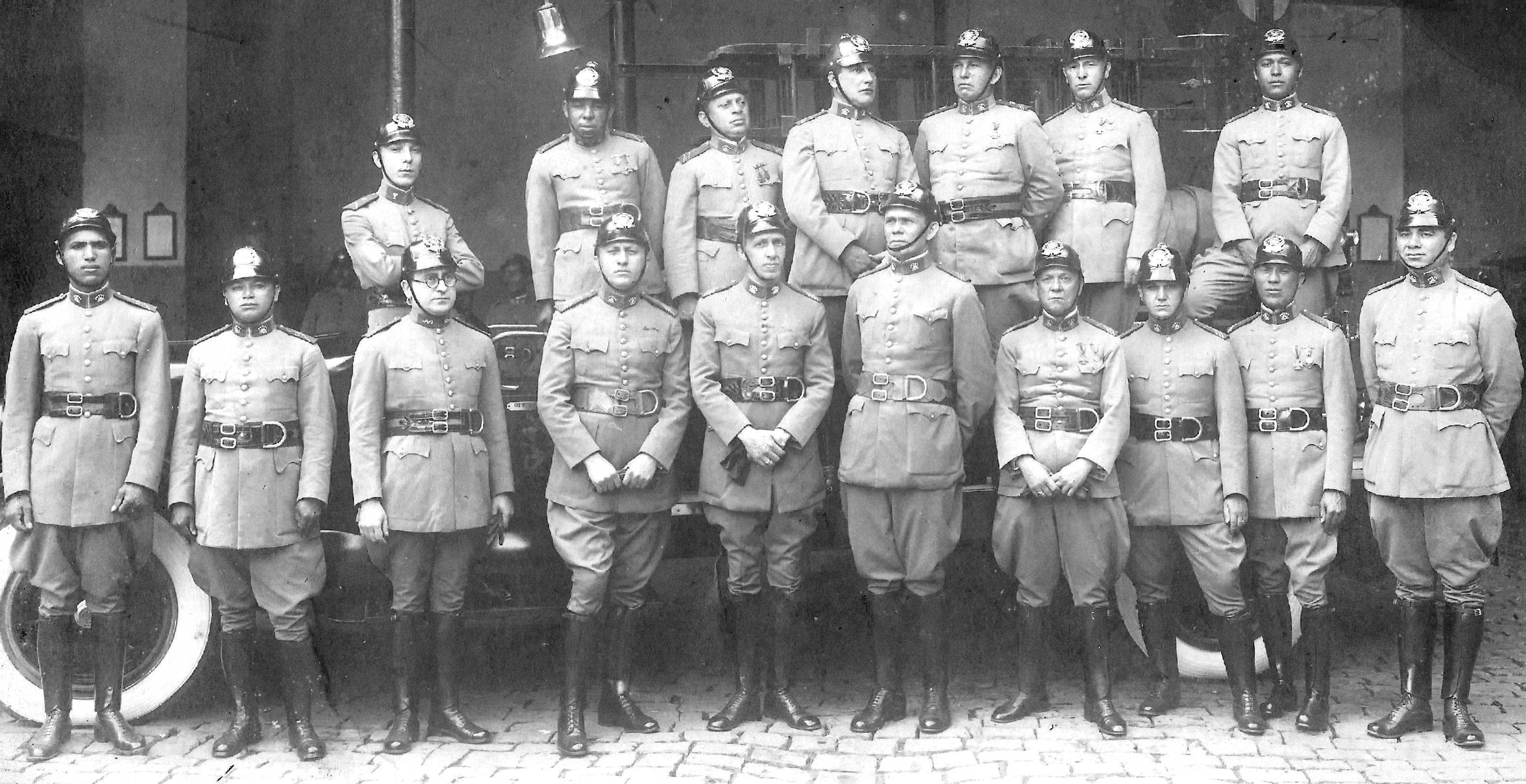
Feuerwehroffiziere, 1923.
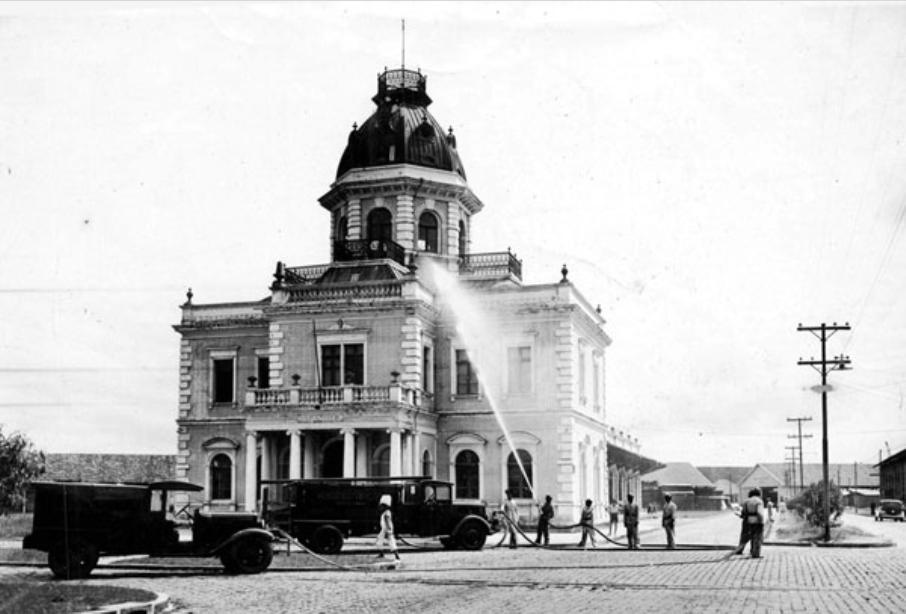
Zoll von Paranaguá.
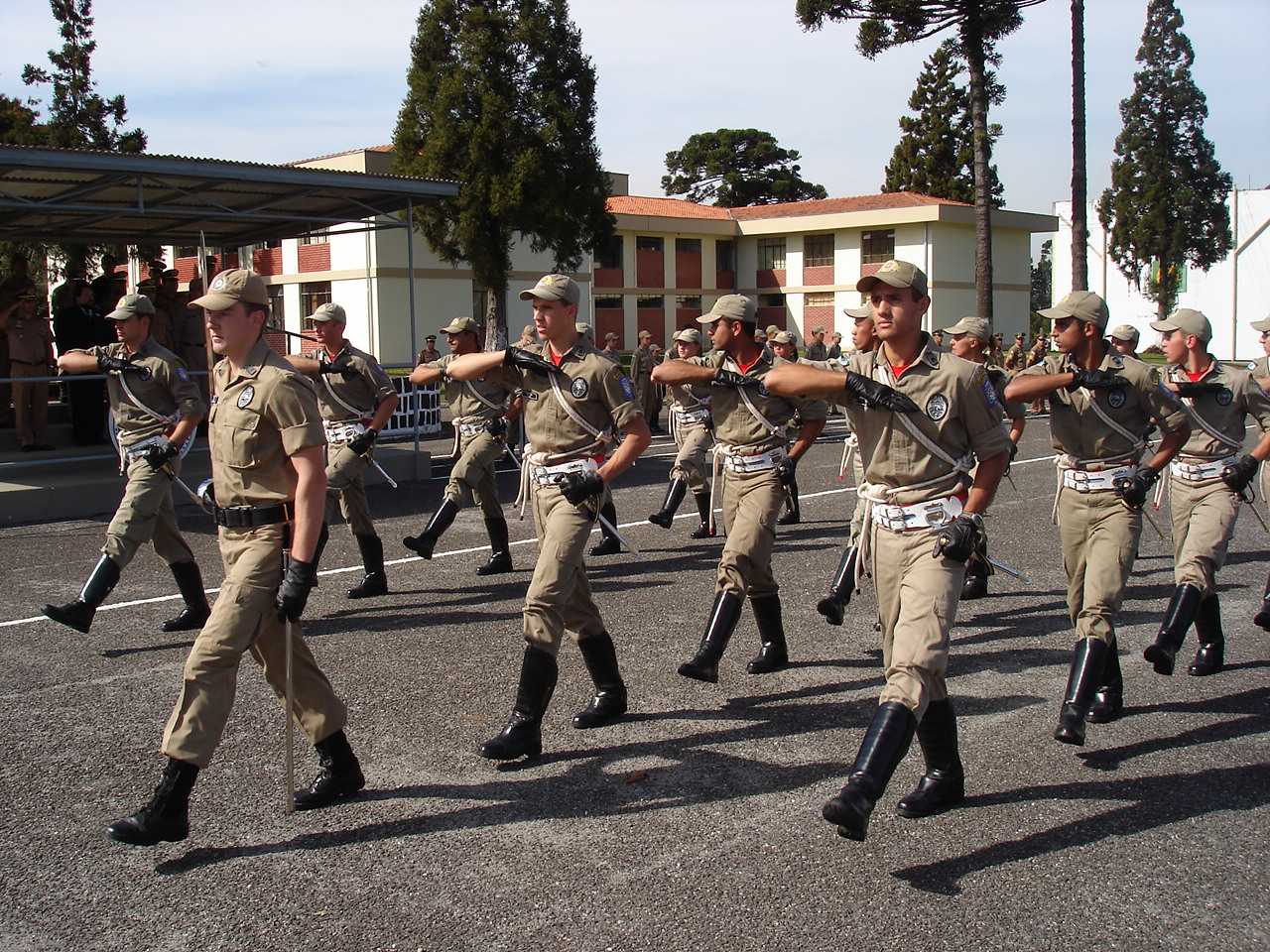
Kadetten der Feuerwehrkorps.
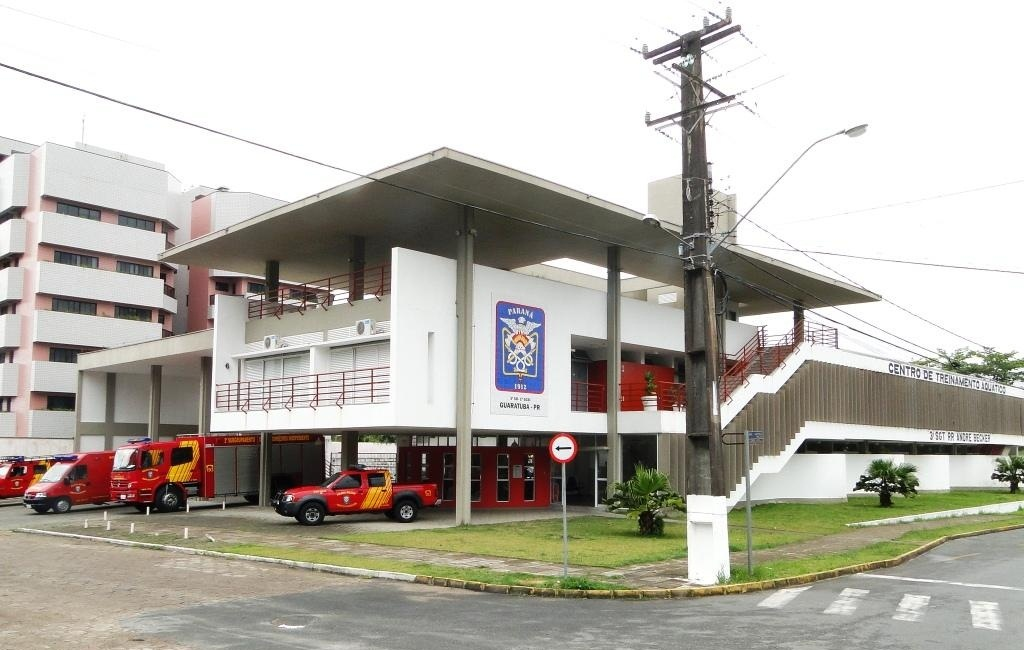
Feuerwehrhaus.

## Militärisches Feuerwehrkorps
Das Feuerwehrkorps ist seit seiner Gründung nicht nur Zivilschutzorganisation, sondern auch Reservetruppe der Streitkräfte.

### Struktur
Das Feuerwehrkorps ist in die Struktur der Militärpolizei integriert. Ein Grupamento (Gruppierung) entspricht einem Bataillon, und ein Subgrupamento (Untergruppierung) einer Kompanie. Die Grupamentos und Subgrupamentos befinden sich in den größeren Ballungszentren. In kleineren Städten und Gemeinden übernimmt die Brandbekämpfung eine Freiwillige Feuerwehr.

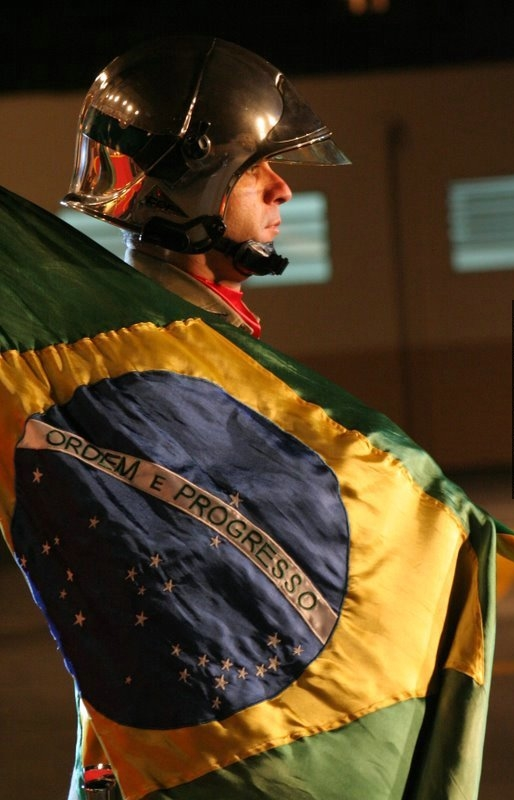
Fahnenträger

- Feuerwehrgruppierung 1 – Curitiba;
- Feuerwehrgruppierung 2 – Ponta Grossa;
- Feuerwehrgruppierung 3 – Londrina;
- Feuerwehrgruppierung 4 – Cascavel;
- Feuerwehrgruppierung 5 – Maringá;
- Feuerwehrgruppierung 6 – São José dos Pinhais;
- Feuerwehrgruppierung 7 – Curitiba;
- Feuerwehrgruppierung 8 – Paranaguá;
- Feuerwehrgruppierung 9 – Foz do Iguaçu;
  - Unabhängige Untergruppierung 1 – Ivaiporã;
  - Unabhängige Untergruppierung 2 – Pato Branco;
  - Unabhängige Untergruppierung 3 – Francisco Beltrão;
  - Unabhängige Untergruppierung 4 – Apucarana;
  - Unabhängige Untergruppierung 5 – Guarapuava;
  - Unabhängige Untergruppierung 6 – Umuarama.

### Uniformen
Das Feuerwehrkorps nutzte seit jeher die gleichen Uniformen wie die Polícia Militar. Einzige Unterscheidungen sind und waren die jeweiligen Abzeichen, Embleme und Kursabzeichen.

#### Einsatzgürtel
Der Einsatzgürtel ist eines der traditionellsten Teile der Feuerwehruniform, welche in Brasilien, mit Ausnahme einiger kleinerer Veränderungen, seit 1887 Verwendung findet. Zu Beginn war er ein verstärkter Gürtel aus Baumwolle und Leder und gehörte zur Sicherheitsausstattung. Aktuell wird er lediglich noch aus traditionellen Gründen und zur Charakterisierung der Feuerwehruniform getragen.
Obwohl einige Korporationen diese Tradition bereits aufgegeben haben, gab es ursprünglich nur diese beiden Modelle:
| Offiziere | Mannschaft                                                 |
| --- | ---------------------------------------------------------- |
| Der Gürtel hat ein horizontales, blaues Band mit silberfarbenen Schnallen. In den 1960er Jahren wurden die Lederteile weiß eingefärbt. | Der Gürtel ist komplett rot mit messingfarbenen Schnallen. |

#### Feuerwehrhelm

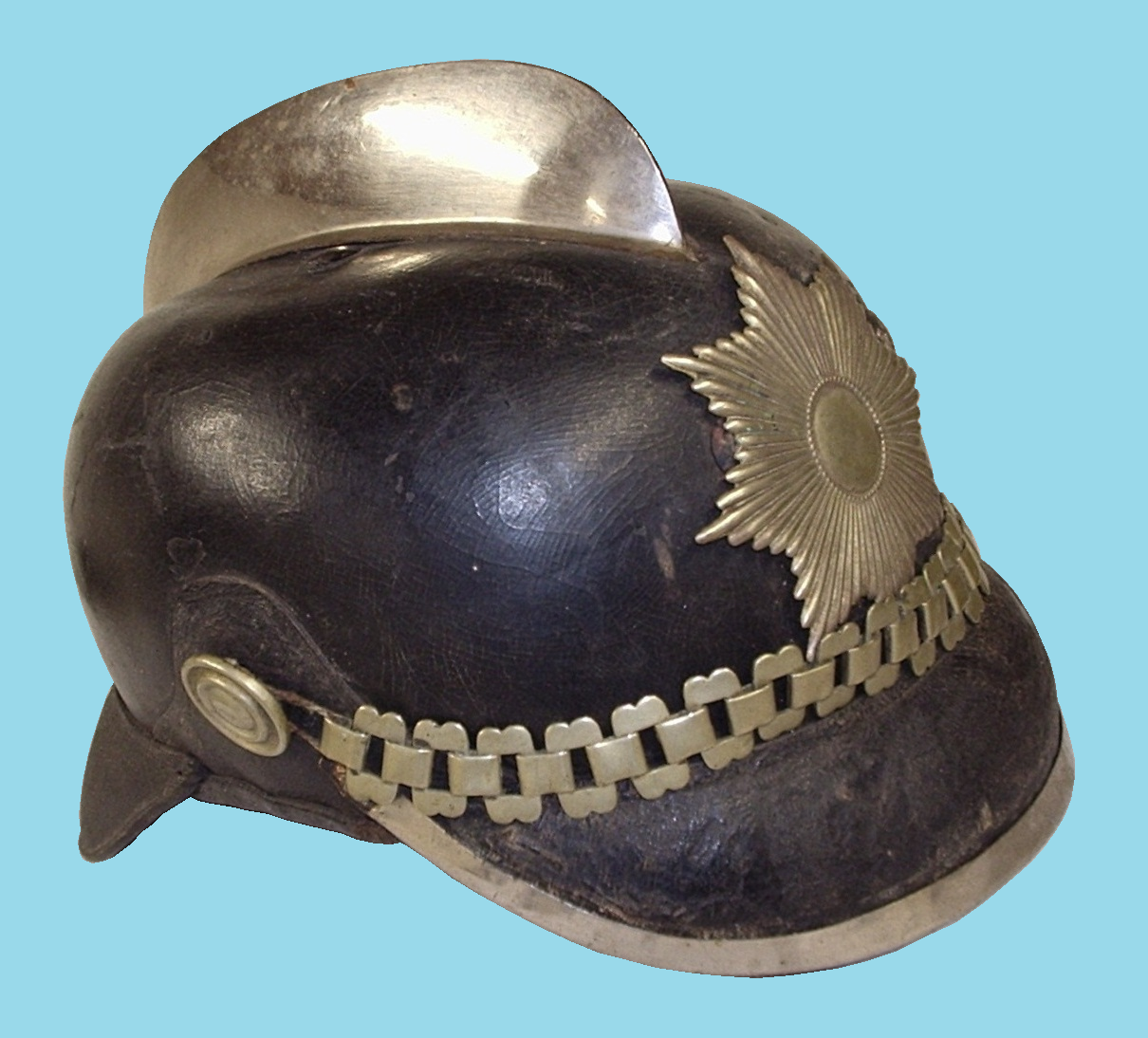
1897
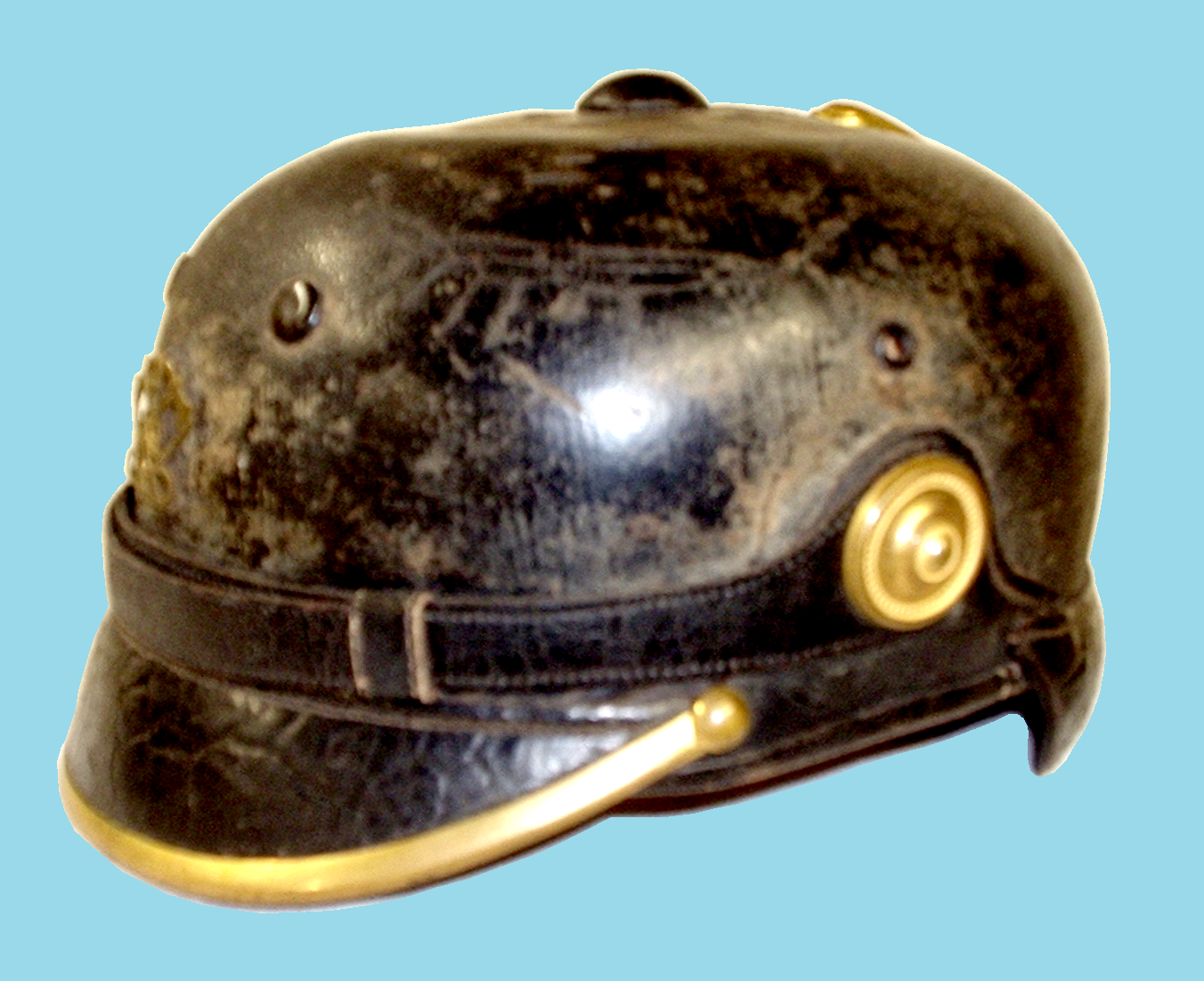
1917
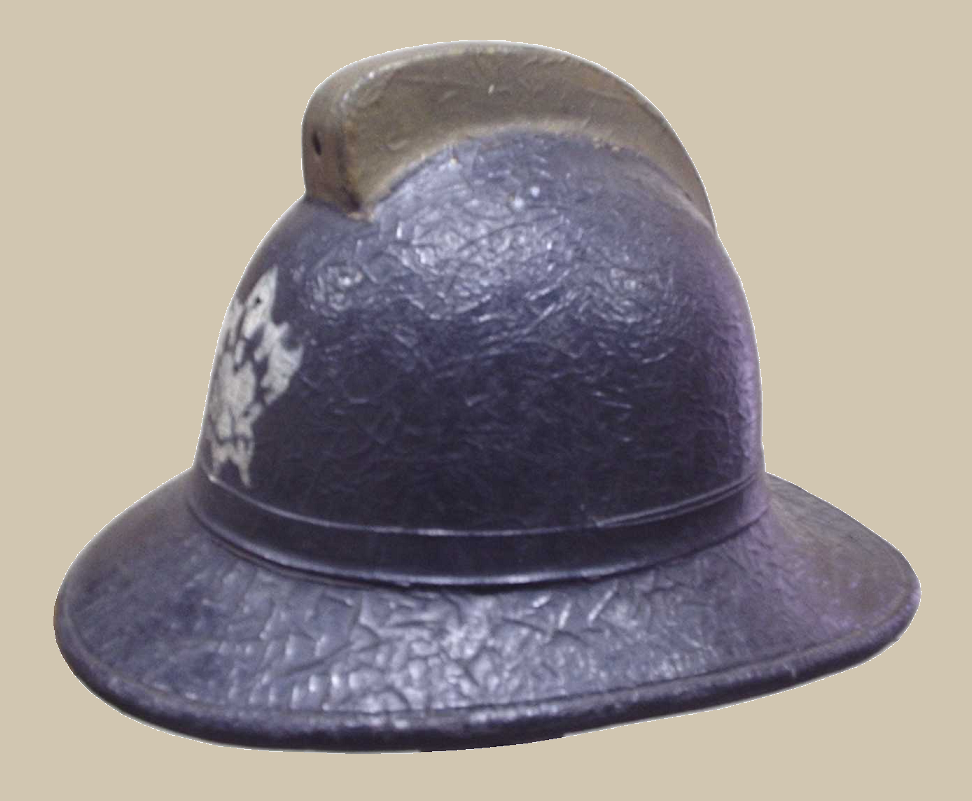
1951
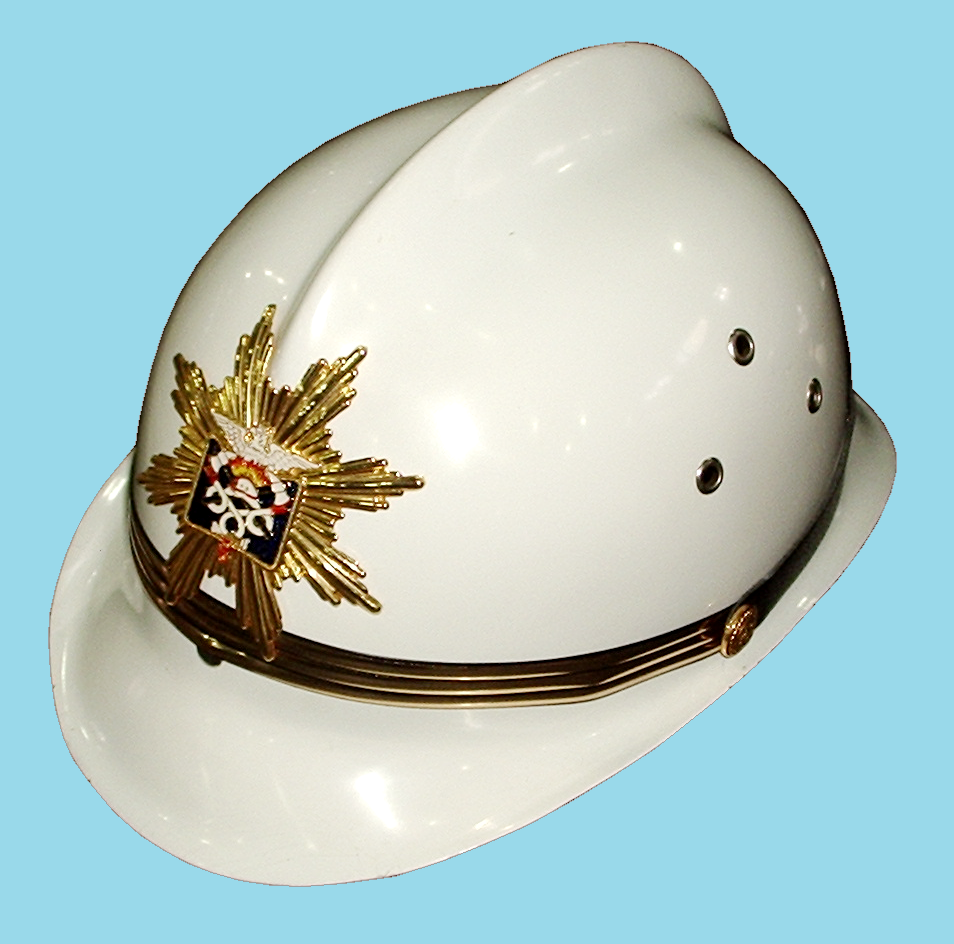
2001
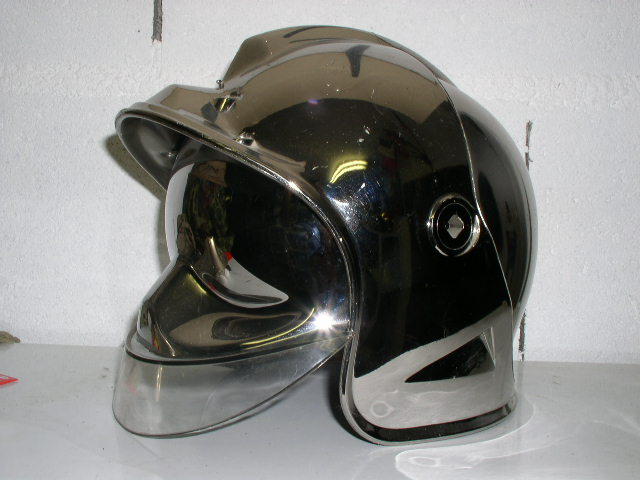
MSA Gallet

## Dienstgrade
Das Feuerwehrkorps hat die gleiche Hierarchie wie das Militär, mit etwas veränderten Abzeichen.

| Oberst | Oberstleutnant | Major | Hauptmann | Leutnant 1 | Leutnant 2 | Offizieranwärter | Unterleutnant |
| ------ | -------------- | ----- | --------- | ---------- | ---------- | ---------------- | ------------- |
|        |                |       |           |            |            |                  |               |

| Sergeant 1 | Sergeant 2 | Sergeant 3 | Korporal | Soldat erster Klasse |
| ---------- | ---------- | ---------- | -------- | -------------------- |
|            |            |            |          |                      |

## Feuerwehrfahrzeuge

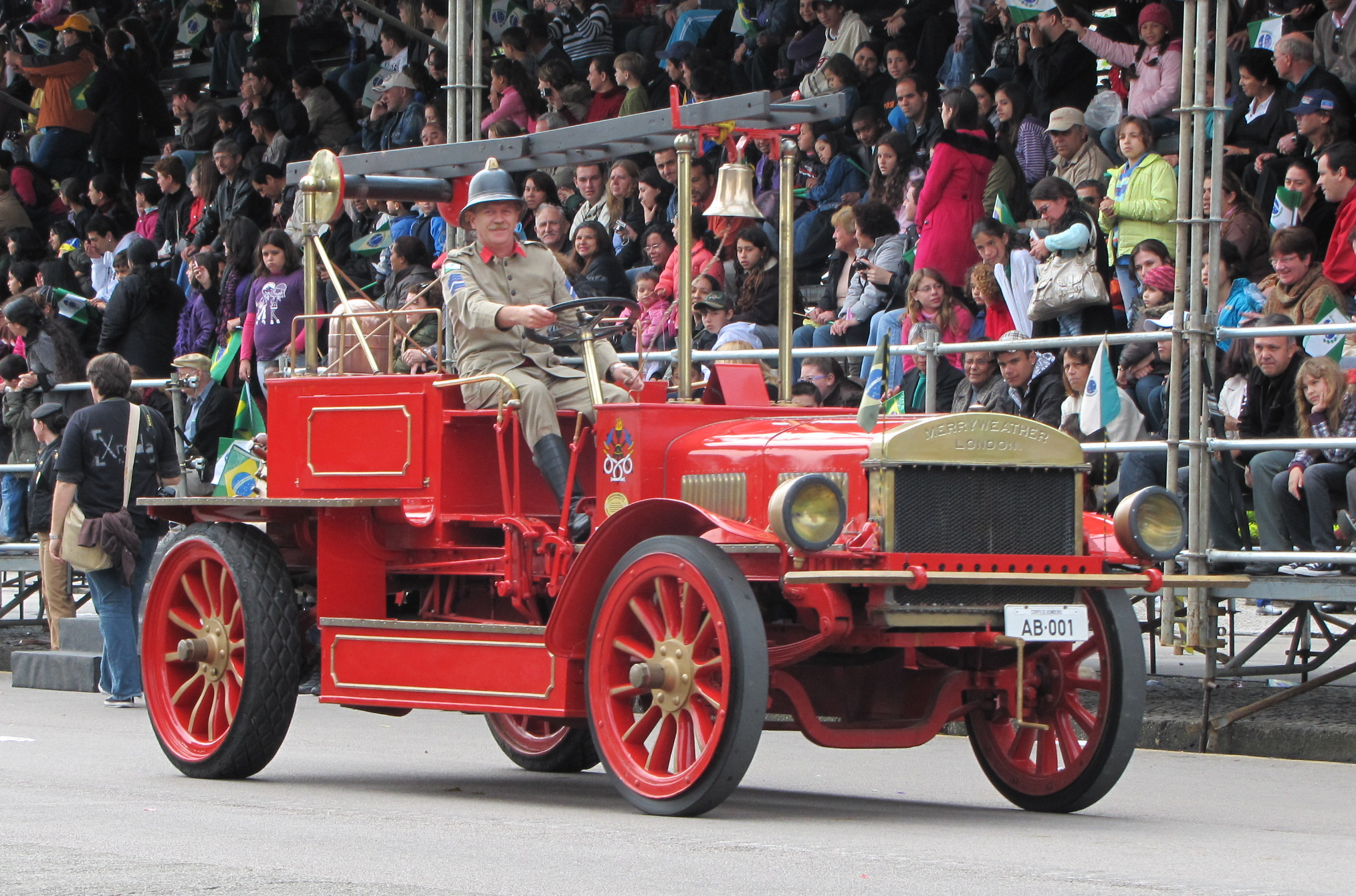
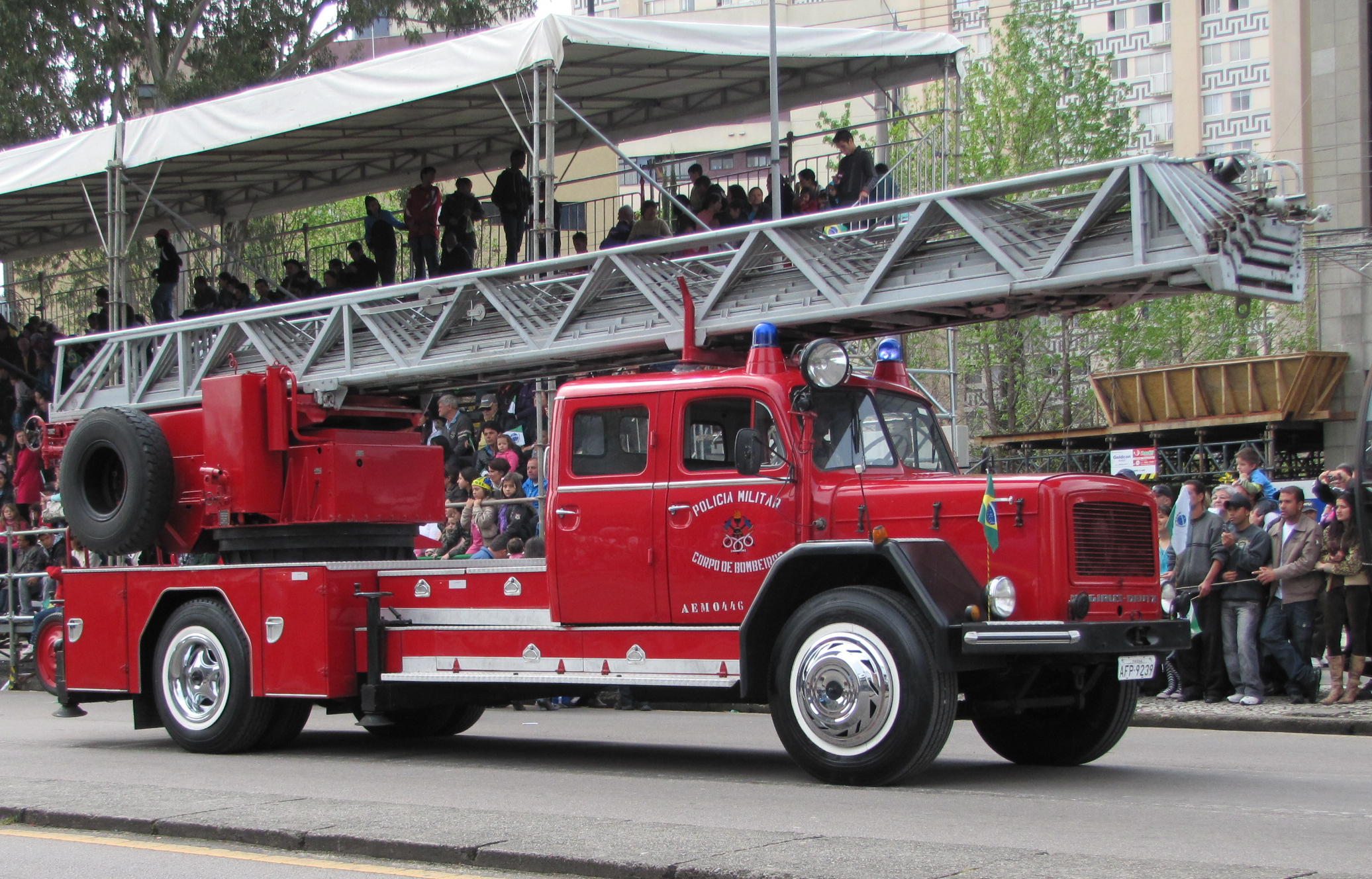
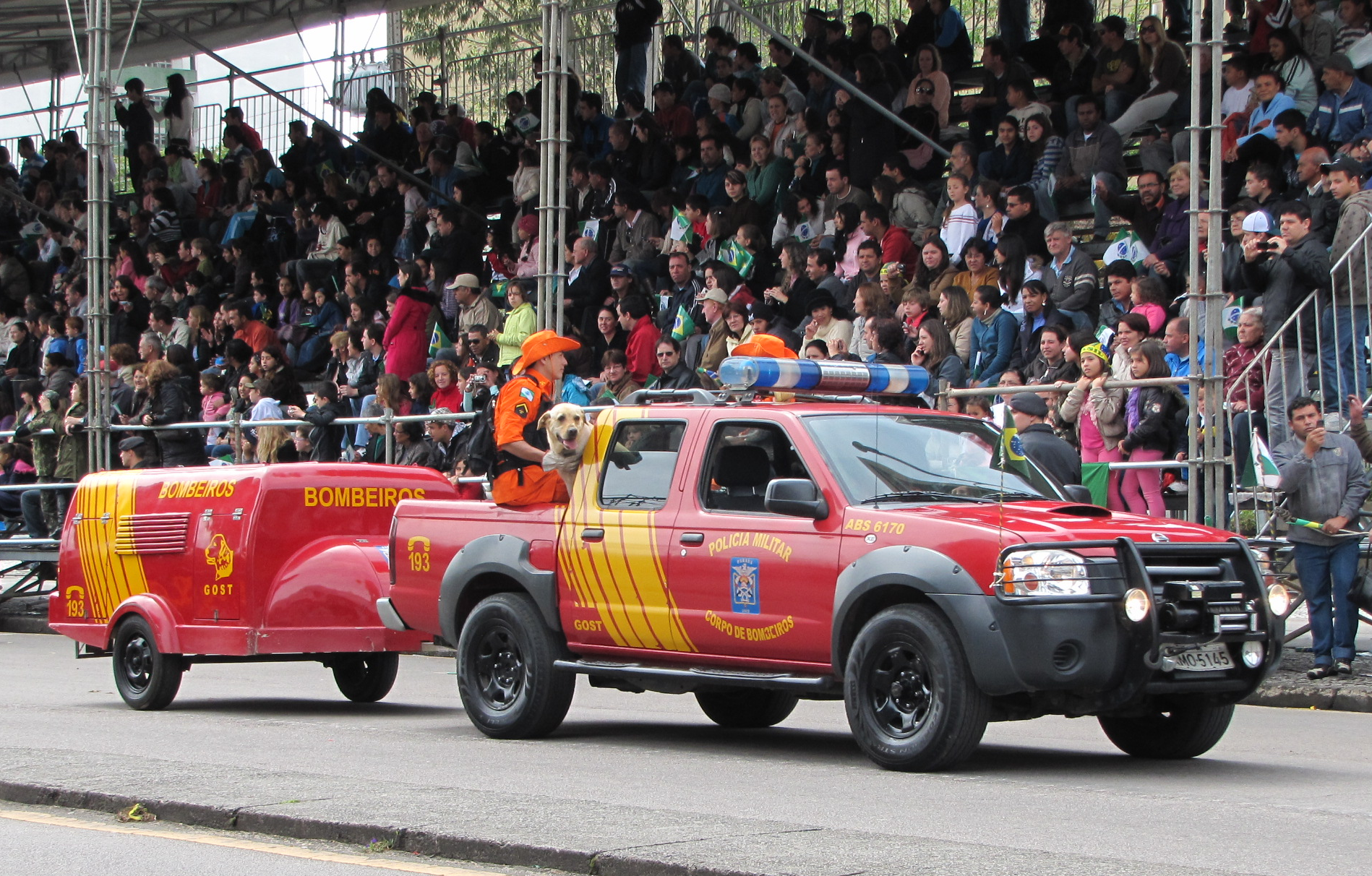
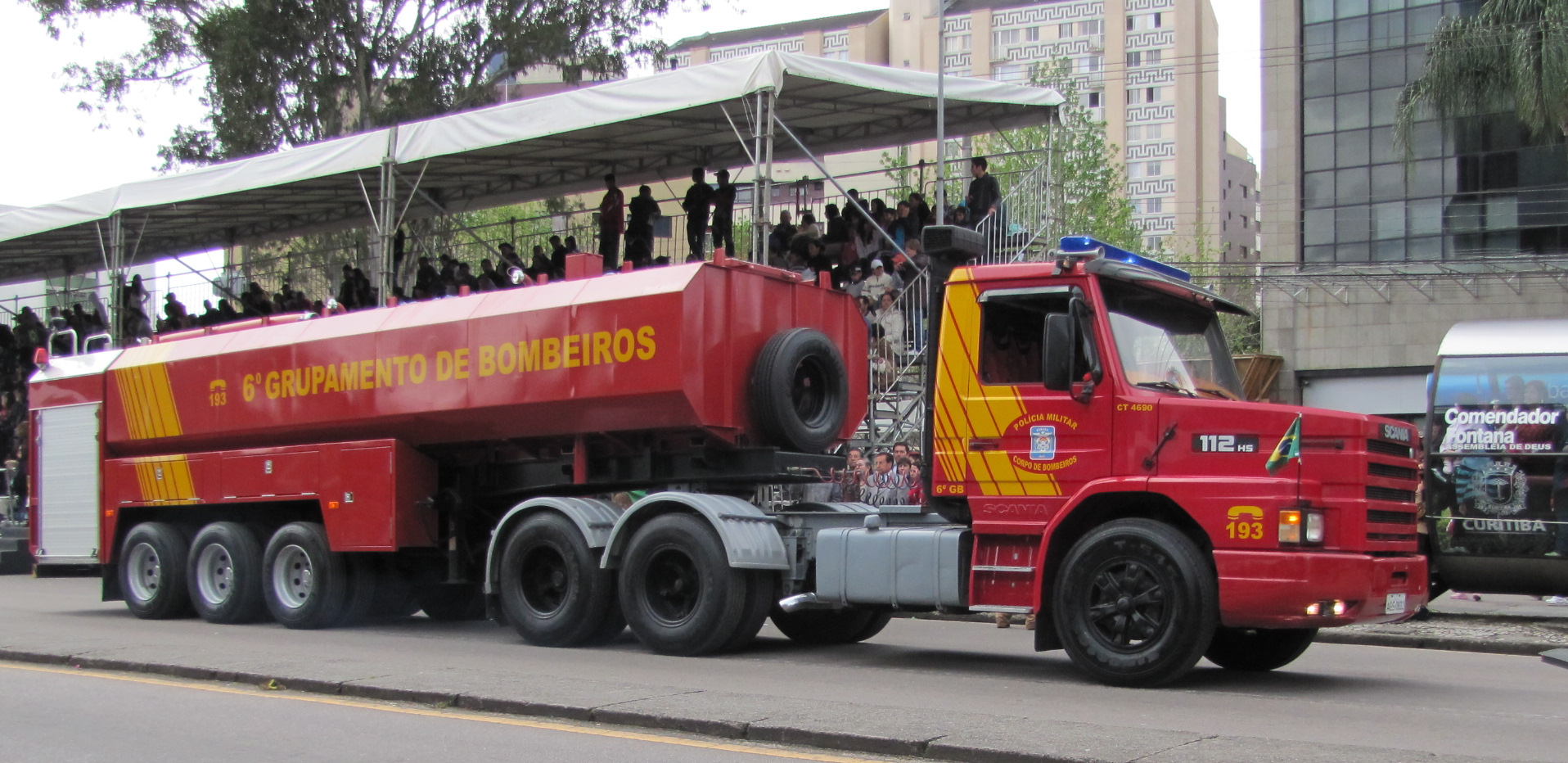
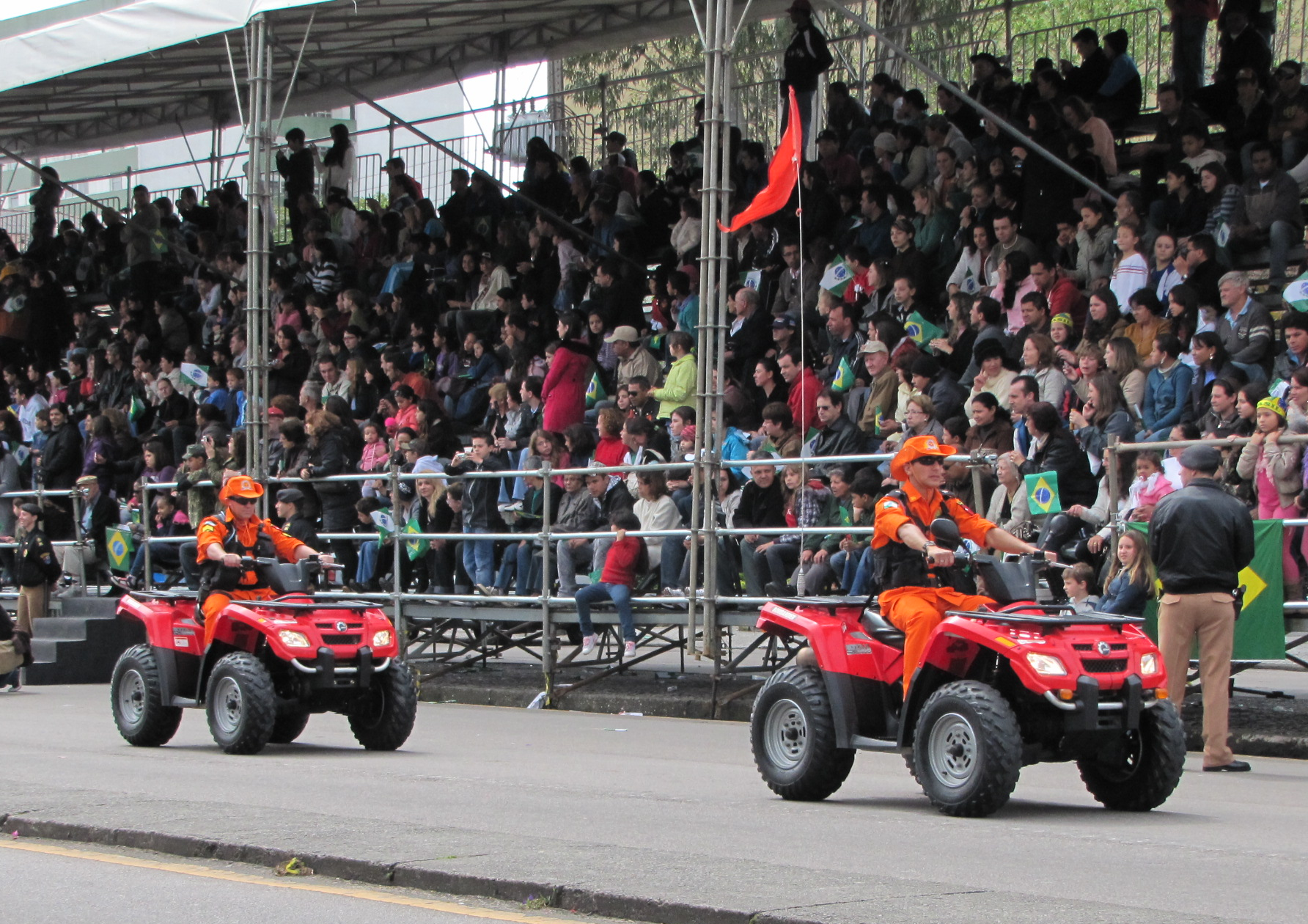
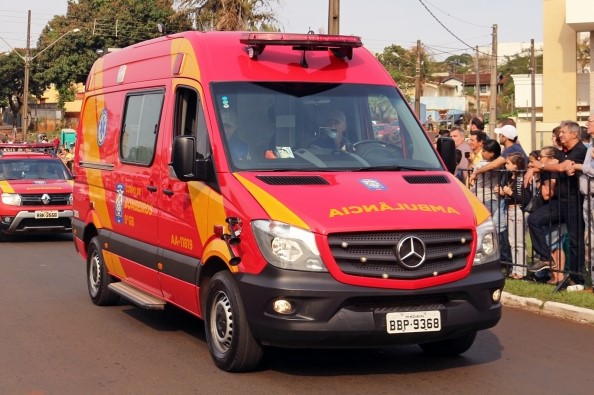
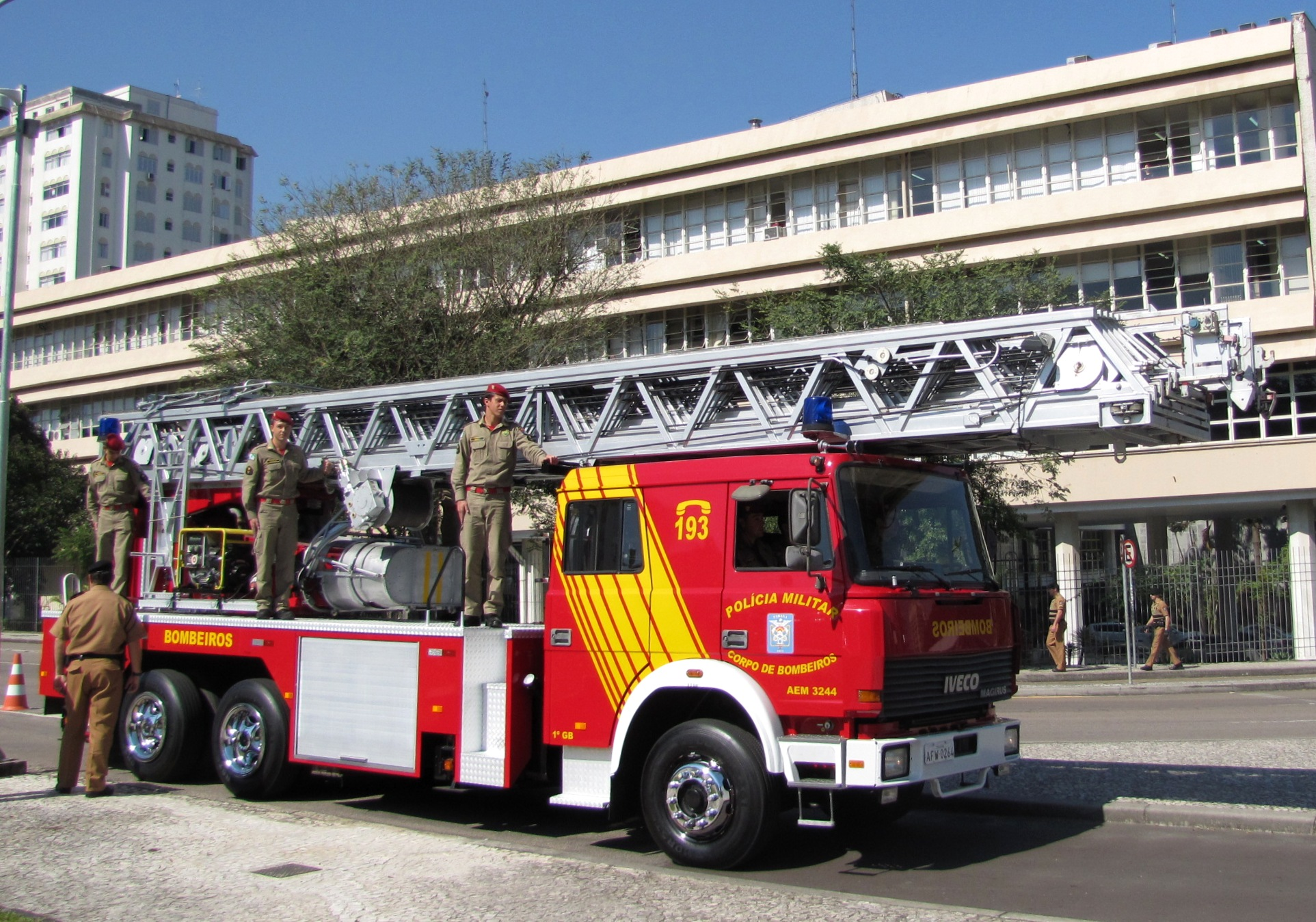
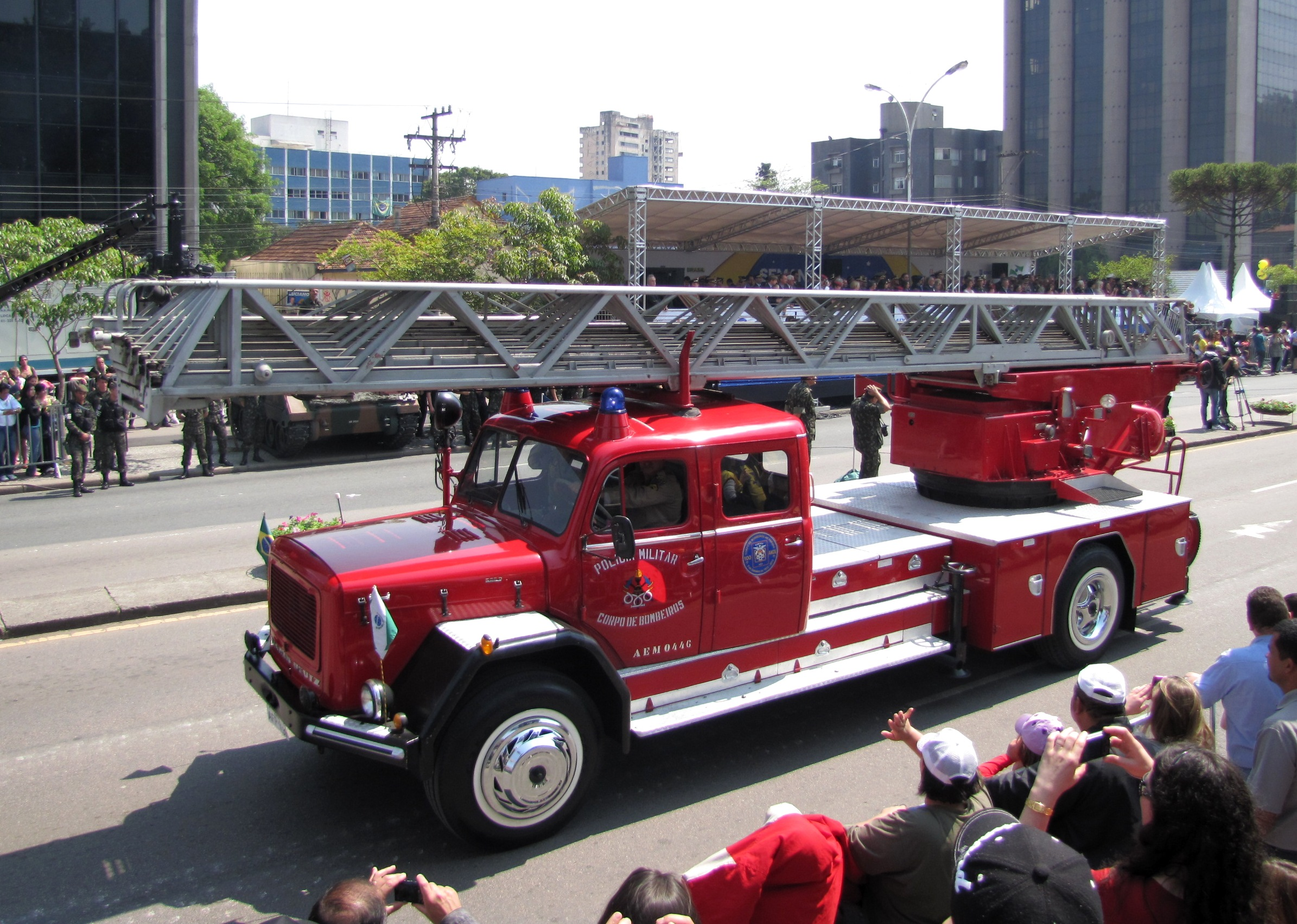
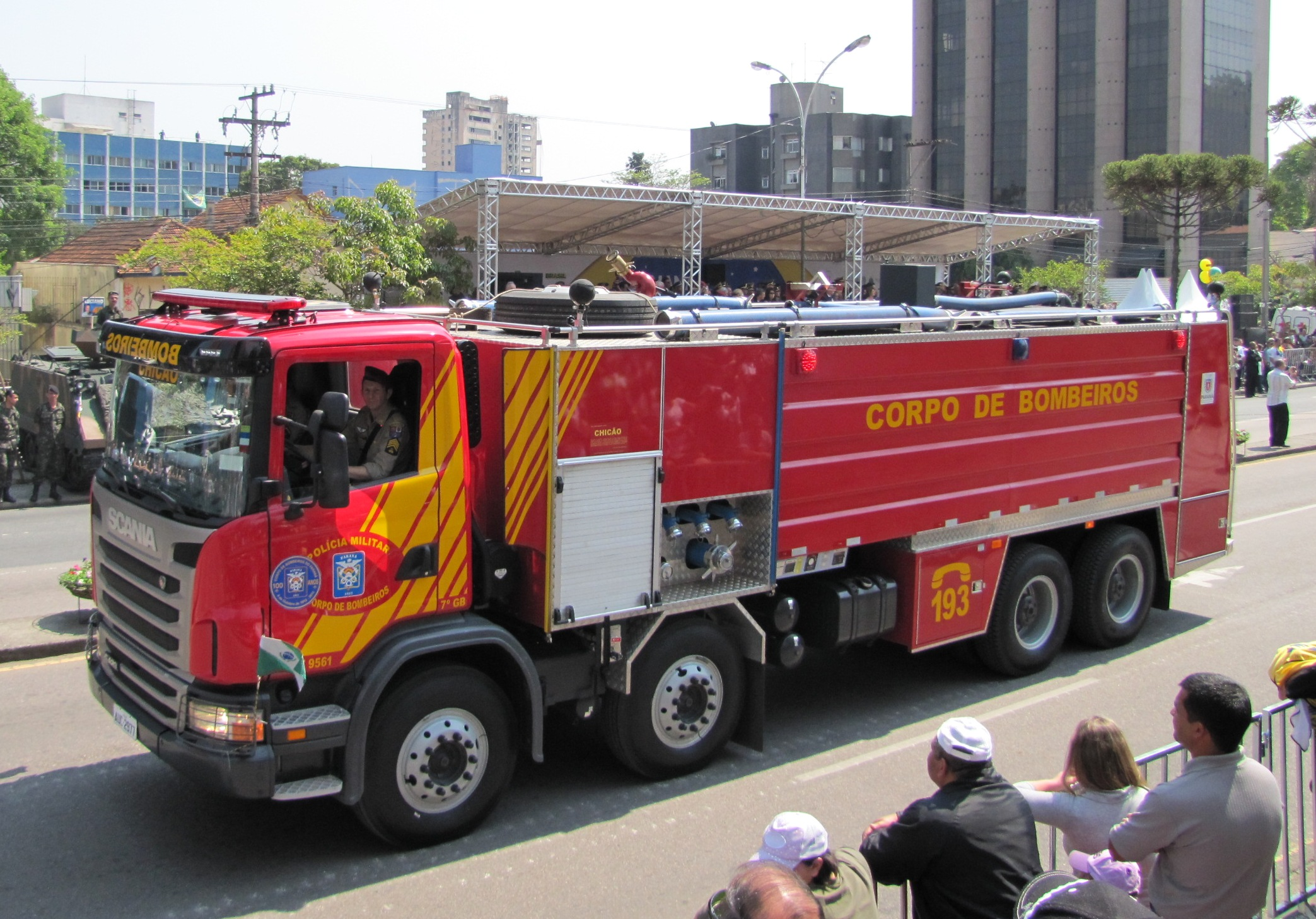
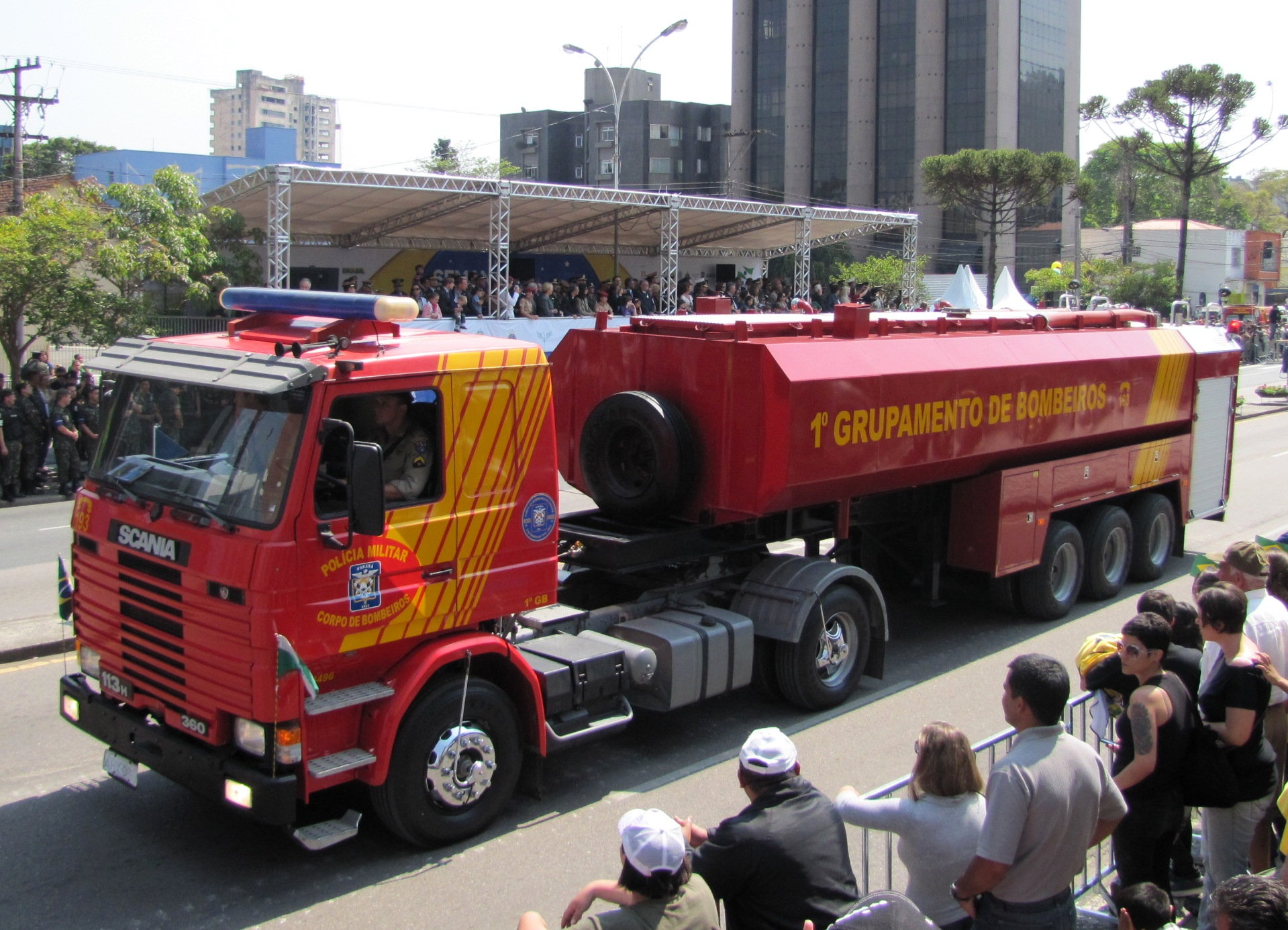
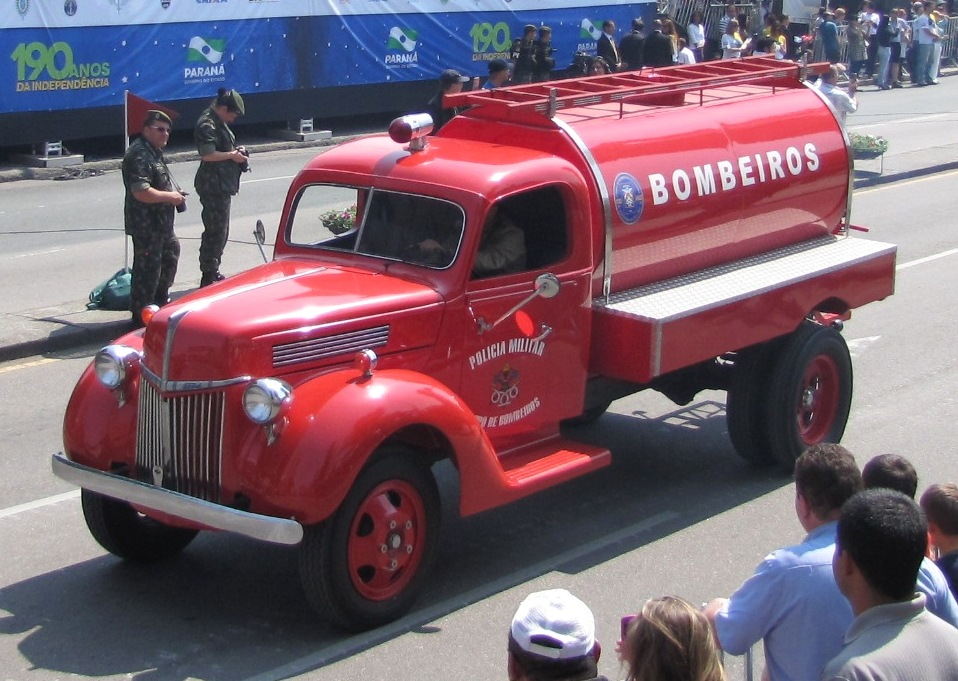
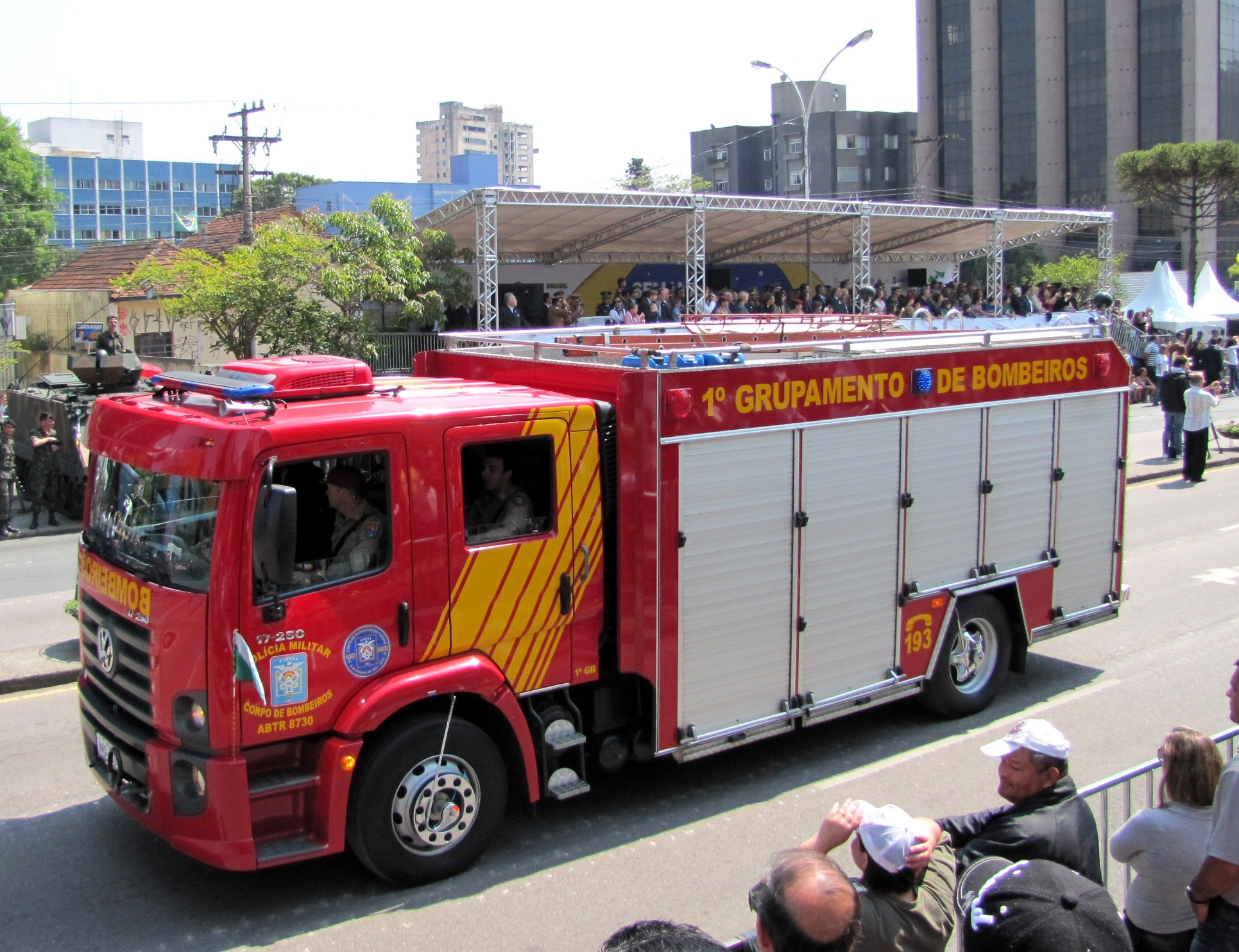

## Rettungsdienst

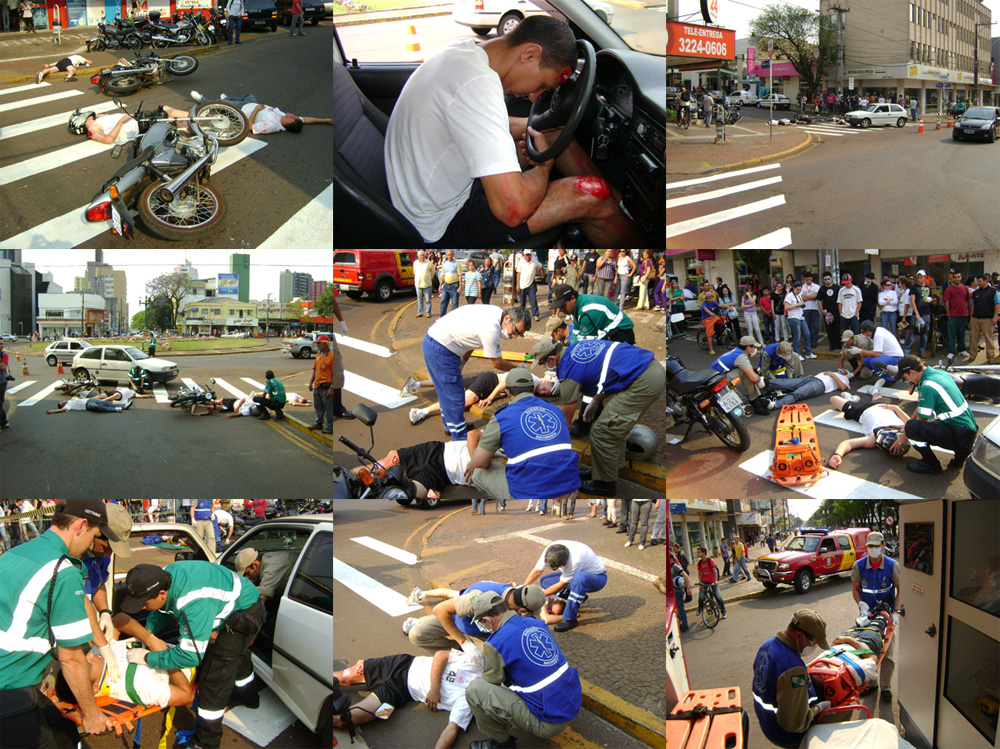
Rettungsdienst – SIATE.

Der Rettungsdienst Serviço Integrado de Atendimento ao Trauma em Emergência (SIATE) wird durch die Feuerwehr des Bundesstaates Paraná durchgeführt. Zu seinen Aufgaben zählt u. a. die Erstversorgung von Unfallopfern, Rettungsmaßnahmen sowie der schnelle und schonende Transport der Verletzten in die Krankenhäuser.

## Gemeinschaftliche Feuerwachen
Die Wachen der Gemeinschaftsfeuerwehr sind erste Anlaufstellen bei der Brandbekämpfung des Staates Paraná. Die Betreuung erfolgt durch Angestellte der Stadt in enger Zusammenarbeit mit einem staatlichen Feuerwehrbeamten. Dieser Dienst wird in allen Gemeinden mit mehr als 15.000 Bewohnern angeboten, die immer noch keine eigene Wache der staatlichen Feuerwehr oder einer ähnlichen Einrichtung haben.